# Ludwig Byström
Ludwig Peter Byström, född 20 juli 1994 i Örnsköldsvik, är en svensk ishockeyspelare. Sedan 2013 spelar han för Färjestad BK.

## Klubbar
- Modo Hockey
- Örebro Hockey
- Färjestad BK

## Meriter
- J18 VM-silver 2012
- J20 SM-silver 2013